# Iwan Latyszewski
Iwan Latyszewski (Łatyszewski) (ur. 17 października 1879 w Bohorodczanach, zm. 27 listopada 1959 w Stanisławowie) – greckokatolicki stanisławowski biskup pomocniczy w latach 1929-1959.
Święcenia kapłańskie przyjął w 1907 roku. Profesor greckokatolickiego seminarium stanisławowskiego. W latach 1918–1919 dyrektor wydziału spraw religijnych rządu Zachodnioukraińskiej Republiki Ludowej. 
Mianowany sufraganem stanisławowskim i biskupem tytularnym Adada 24 listopada 1929 roku. Konsekrowany na biskupa 26 stycznia 1930 roku. Aresztowany przez NKWD 11 kwietnia 1945 roku, skazany na 10 lat łagru, więziony w Kijowie oraz w obozie pracy w Kazachstanie.